# Makoto Sugiyama
Makoto Sugiyama (Prefettura di Shizuoka, 17 maggio 1960) è un ex calciatore giapponese, di ruolo difensore.

## Carriera

### Club
Ha giocato 29 partite nella prima divisione giapponese.

### Nazionale
Ha partecipato ai Mondiali Under-20 del 1979.